# Stabia Calcio a 5 2002-2003
Questa pagina raccoglie i dati riguardanti lo Stabia Calcio a 5, squadra di calcio a 5 militante in serie A, nelle competizioni ufficiali della stagione 2002-2003 Lo sponsor principale è stato "Granarolo".

## Prima squadra
| N° | Naz.               | Ruolo      | Sportivo         | Anno     |  |  |
| -- | ------------------ | ---------- | ---------------- | -------- |  |  |
|    | Italia (bandiera)  | POR        | Luca Gangaro     | 18.04.81 |  |  |
|    | Italia (bandiera)  | POR        | Angelo Piccolo   | 19.06.77 |  |  |
|    | Italia (bandiera)  | POR        | Andrea Sinno     | 28.03.80 |  |  |
|    | /                  | DIF        | Rodrigo Bertoni  | 01.12.78 |  |  |
|    | Italia (bandiera)  | DIF        | Gabriele Cuomo   | 13.01.82 |  |  |
|    | /                  | UNI        | Edgar Bertoni    | 24.07.81 |  |  |
|    | Brasile (bandiera) | UNI        | Romulo Bertoni   | 19.03.75 |  |  |
|    | Brasile (bandiera) | UNI        | Rogério Giglio   | 10.05.72 |  |  |
|    | Italia (bandiera)  | LAT        | Ciro Attanasio   | 15.11.82 |  |  |
|    | Italia (bandiera)  | LAT        | Luigi Mazzocchi  | 16.07.82 |  |  |
|    | Brasile (bandiera) | LAT        | Wesley Szabo     | 08.02.78 |  |  |
|    | Italia (bandiera)  | LAT        | Antonio Vuolo II | 20.09.81 |  |  |
|    | Brasile (bandiera) | PIV        | Daniel Bedin     | 14.09.82 |  |  |
|    | /                  | PIV        | Adriano Foglia   | 25.04.81 |  |  |
|    | Italia (bandiera)  | PIV        | Pasquale Suarato | 12.02.76 |  |  |
|    | Italia (bandiera)  | PIV        | Salvatore Tito   | 13.07.67 |  |  |
|    | Italia (bandiera)  | Allenatore | Alberto Carobbi  | 04.07.61 |  |  |

## Under-21
| N° | Naz.              | Ruolo | Sportivo              | Anno     |  |  |
| -- | ----------------- | ----- | --------------------- | -------- |  |  |
|    | Italia (bandiera) | DIF   | Salvatore Amirante    | 06.12.83 |  |  |
|    | Italia (bandiera) | DIF   | Vincenzo Botta        | 03.09.84 |  |  |
|    | Italia (bandiera) | DIF   | Giuseppe D'Aquino     | 12.12.84 |  |  |
|    | Italia (bandiera) | DIF   | Sebastiano Donnarumma | 03.02.84 |  |  |
|    | Italia (bandiera) | LAT   | Alessio Ametrano      | 10.04.83 |  |  |
|    | Italia (bandiera) | LAT   | Marco Leo             | 31.07.84 |  |  |
|    | Italia (bandiera) | LAT   | Marco Mansi           | 06.12.84 |  |  |
|    | Italia (bandiera) | PIV   | Sergio Mansi          | 15.07.83 |  |  |

## Organigramma
- Presidente: Antonino Ercolano
- Vice Presidente: Giuseppe Paolillo
- Direttore Sportivo: Marcello Esposito
- General manager: Stefano Salviati
- Responsabile settore giovanile: Ciro Martino
- Consigliere: Antonio Russo
- Segretario: Vincenzo Damasco
- Cassiere: Luigi Carbone
- Allenatore: Alberto Carobbi
- Allenatore Under 21: Umberto Tarcinale
- Allenatore Juniores: Giuseppe De Angelis
- Addetto Stampa:  Stefano De Stefano
- Dirigente accompagnatore: Abbatino Vincenzo
- Preparatore Atletico: Raffaele La Penna
- Preparatore dei portieri: Attilio De Rosa
- Medici sociali: Antonio Cinque e Alfonso Del Pizzo
- Massaggiatori: Enrico Addobbo e Michele Nastri